# Georg Friedrich Kaulfuss
Georg Friedrich Kaulfuss (Leipzig, 8 de abril de 1786 — Halle, 9 de dezembro de 1830), ou Georg Friedrich Kaulfuß, foi um investigador e professor de botânica em Halle que se notabilizou descrevendo os pteridófitos colectados por Adelbert von Chamisso na expedição do Rurik, a quem dedicou a espécie Cibotium chamissoi. O género Kaulfussia foi-lhe dedicado.

## Biografia
Em 1816 concluiu o seu doutoramento na Universidade de Halle, onde em 1823 foi nomeado professor catedrático de Botânica.
Ao longo da sua carreira, Kaulfuss descreveu mais de 200 espécies de plantas, para além de ter proposto os seguintes géneros:
- Cibotium Kaulf. 1820
- Cochlidium Kaulf. 1820
- Saccoloma Kaulf. 1820
- Balantium Kaulf. 1824
- Sadleria Kaulf. 1824

Famílias de plantas descritas por Kaulfuss:
- Marattiaceae Kaulf. 1824
- Cyatheaceae Kaulf. 1827

## Obras publicadas
Entre outras, é autor da seguinte obra:
- Enumeratio filicum: quas in itinere circa terram legit cl. Adalbertus de Chamisso adjectis in omnia harum plantarum genera permultasque species non satis cognitas vel novas animadversionibus. Carl Cnobloch, Leipzig 1824 (Archive)
- Erfahrungen über das Keimen der Charen. Carl Cnobloch, Leipzig 1825 (Google Books)
- Enumeratio filicum quas in itinere circa terram legit Cl. Adalbertus de Chamisso -  Leipzig : Carl Cnobloch, 1824 (en latin) (numérisé)
- Erfahrungen über das Keimen der Charen (Expériences sur la germination des charas) – Leipzig : Carl Cnobloch, 1825 (en allemand) (numérisé par Google)
- Das Wesen der Farrenkraüter: besonders ihrer Fruchttheile zugleich mit Rücksicht auf systematische Anordnung betrachtet und mit einer Darstellung der Entwickelung der Pteris serrulata aus dem Samen begleitet (La nature des fougères : considérée surtout en fonction de leur fructification et en même temps du point de vue de la classification systématique, et accompagnée d'une représentation du développement de Pteris serrulata à partir de la graine) – Leipzig : Carl Cnobloch, 1827 (numérisé par Google)